# Otacilia curvata
Otacilia curvata (лат.) — вид аранеоморфных пауков рода Otacilia из семейства Phrurolithidae.

## Распространение
Встречаются в Китае (Хунань, Shuangpai County, Mt. Yangming).

## Описание
Мелкие пауки, длина тела около 3 мм (самки от 2,77 до 2,85 мм; самцы от 2,51 до 2,80 мм). Основная окраска желтовато-коричневая с серыми и чёрными отметинами. Хелицеры с двумя щетинками на передней стороне. Формула ног: 1423. Распределение шипиков на ногах: бёдра самцов I–d0-pl3, II–d0-pl0, III–d0, IV-d1 (у самок также, кроме II–d1-pl2); голени I–II с несколькими парами вентральных шипиков. Пальпы самцов с одним простым апофизисом RTA (ретролатеральный голенный апофизис), а гениталии их самок со сравнительно длинной, сильно склеротизированной сперматекой. 
Наземные пауки, обитающие в опавших листьях на лесной подстилке.

## Таксономия и этимология
Вид был впервые описан в 2016 году группой китайских арахнологов (Jin C., Fu L., Yin X. C., Zhang F.; Hebei University, Баодин, Хэбэй, Китай) по материалам из Китая. Включён в видовую группу longituba-group. Видовое название происходит от латинского слова «curvatus» (изогнутый) по признаку строения части пальп самцов.